# 长沙圣母无染原罪主教座堂
长沙圣母无染原罪主教座堂，为天主教长沙总教区的主教座堂，位于中国湖南省长沙市开福区湘春巷8号。
长沙圣母无染原罪主教座堂由意大利方济各会会士翁明德主教始建于1902年。1910年毁于抢米风潮。1911年重建教堂，哥特式风格，内部装饰华丽，钟楼高22米。附近有主教府、天主堂医院（长沙市第二医院）。 
2002年，长沙圣母无染原罪主教座堂被列为湖南省文物保护单位。2008年12月，该堂举行建堂百年庆典。